# Ethalia minolina
Ethalia minolina is een slakkensoort uit de familie van de Trochidae. De wetenschappelijke naam van de soort is voor het eerst geldig gepubliceerd in 1897 door Melvill.